# M1914手榴弾
M1914手榴弾（露：Ручная граната образца 1914 года）は、第一次・第二次世界大戦で使用されたロシアの柄付き攻撃手榴弾である。RG-14とも呼ばれる。追加装着用のスリーブを付けた際には破片手榴弾となる。

## 運用
M1914手榴弾は遅延信管を付けた手榴弾である。円柱状の炸薬部と柄とから構成され、炸薬部の内部には撃発機構と遅延信管が、柄の側面には安全リングで保持された安全レバーが配置されている。安全レバーは撃発機構と連結されている。使用する前には、炸薬部の先端にある小カバーを開けて中に信管を組み込んでおく必要がある。使用する際には指が安全レバーにかかり、安全リングが中指と薬指の間に来るように柄を持つ。次に指で安全レバーを握り込むと安全リングの固定が外れる。柄と安全レバー（安全リング含む）を握り締めたままで炸薬部側面のセーフティキャッチを外すと、撃発機構の固定が解かれる。投擲の際には柄を握った指を開くのではなく、握る力を緩めて柄が滑り出るようにする。投擲の後で使用者の掌には安全リングだけが残り、投擲された手榴弾は解放された安全レバー・撃発機構が作動して遅延信管を点火し、延期薬の燃焼後に炸薬が爆発する。

## 歴史
M1914手榴弾は、M1912手榴弾にかなり大きな改修を加えたものである。この手榴弾の頭部は箱形から円筒型となり、木製の柄は金属の圧延板を溶接したものが好まれたことから除去され、ベルトフックは取り除かれた。
M1914手榴弾は、第一次世界大戦が始まる前に軍に採用されており、実戦に投入された幾種類かの手榴弾の1つだった。本手榴弾はステンダー手榴弾と共に大戦を通じてロシア帝国陸軍で使用された。これは、ロシアが1917年に大戦から撤退するまで続いた。
戦間期の1930年、M1914手榴弾は異なる種類の炸薬であるTNTを用いるよう改修された。TNTは当時のソビエト連邦の手榴弾、例えばF1手榴弾やRGD-33手榴弾のような手榴弾にも見られる一般的な炸薬だった。
M1914手榴弾はまた、第二次世界大戦にも実戦投入されたが、最終的には赤軍の主要な柄付き手榴弾であるRGD-33手榴弾に代替された。
第二次大戦後、M1914手榴弾はRGD-5などの手榴弾が好まれたことから完全に退役した。しかし、M1914手榴弾の演習用バージョンは1980年代まで訓練に用いられていた。

## 派生型
M1914/30手榴弾
M1914/30手榴弾はM1914手榴弾の派生型で、ピクリン酸の代わりにTNTを用いている。他の点ではM1914と全く同一である。
M1917化学手榴弾
M1917化学手榴弾はM1914に改修および大型化を施しており、「起爆」の際に化学ガスを放出する。この手榴弾内部の主な化学薬品は刺激性のクロルピクリン500gである。M1917はM1914と区別できるものといえるが、これは、M1917がM1914より大きく、さらに弾体には「髑髏と骨」の絵と、ロシア語で「化学」の文字が一緒に描かれていたことによる。
破片生成スリーブ
M1914手榴弾には追加用の破片生成スリーブがある。これは、M1914を破片手榴弾に変える。後に、スリーブの様式はRGD-33手榴弾の破片生成スリーブに用いられた。